# Kellereischloss Hammelburg

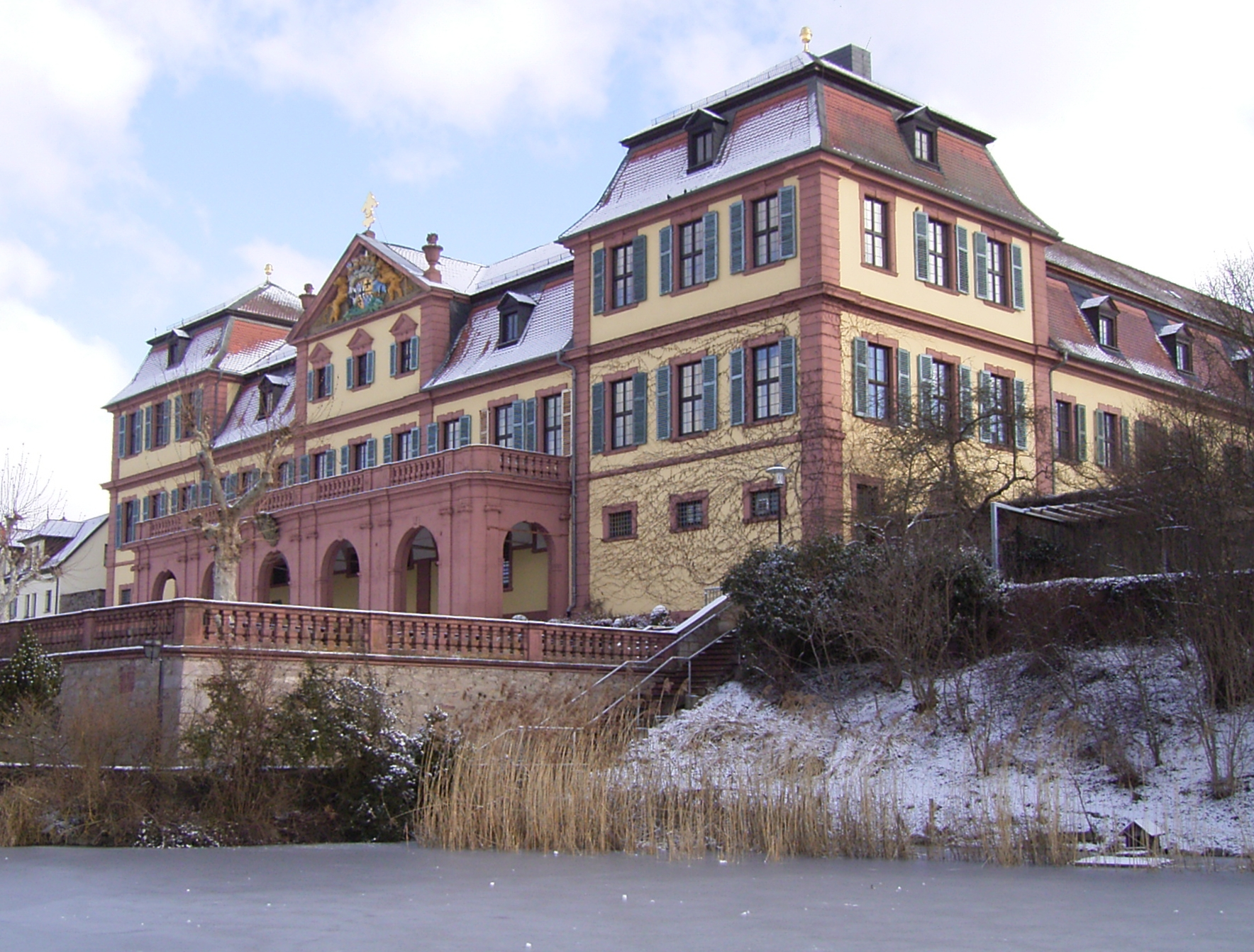
Kellereischloss Hammelburg

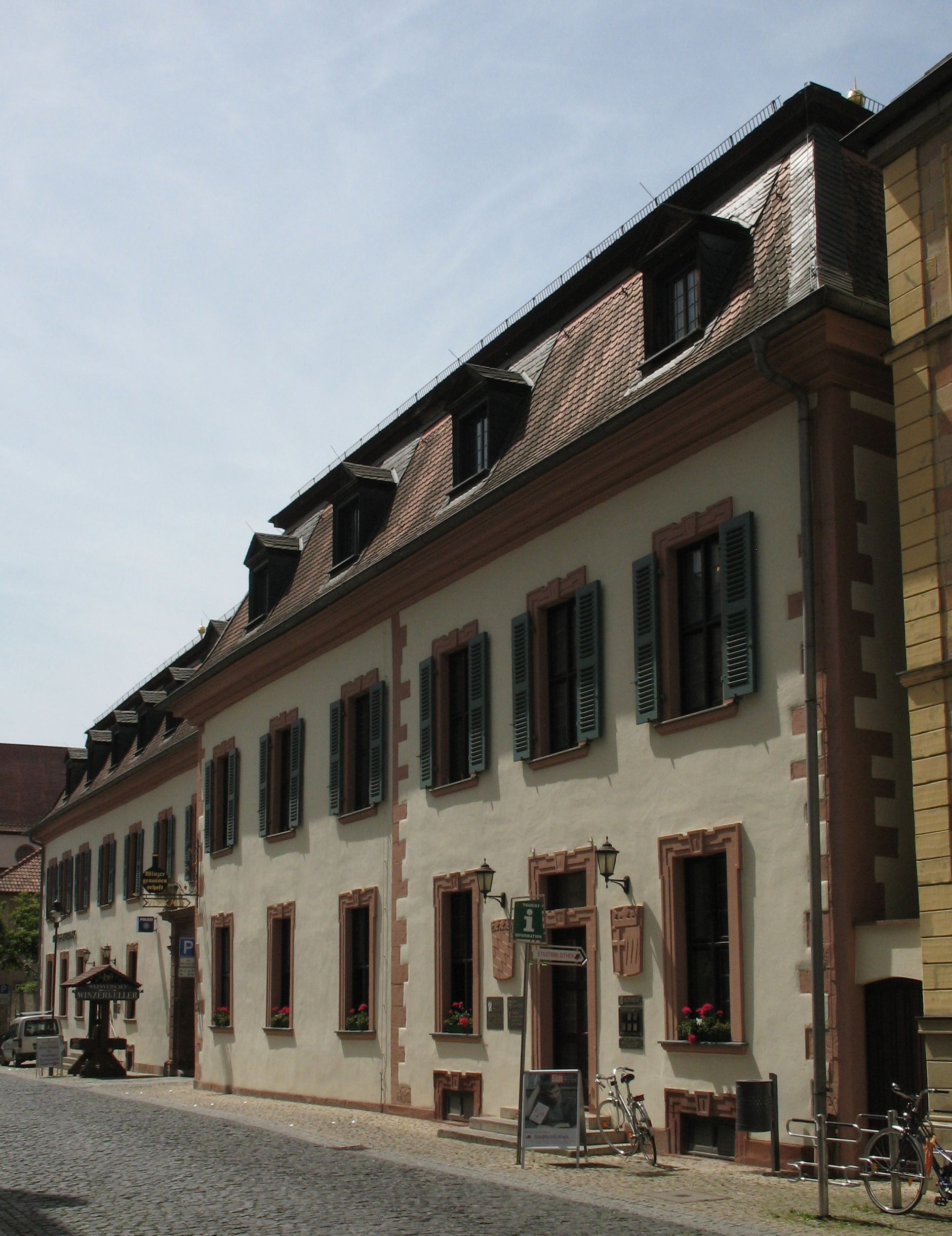
Kellereischloss an der Kirchgasse

Das Kellereischloss Hammelburg, auch Rotes Schloss genannt, wurde 1726–1731 von Adolf von Dalberg (Fürstabt von Fulda 1726–1737) nach Plänen seines Fuldaer Hofarchitekten Andrea Gallasini auf den Grundmauern eines großen Kellereigebäudes als Sommerresidenz gebaut. Seit 777 gehörte Hammelburg bis 1816 zum Hochstift Fulda und brauchte als Zentrum des Weinbaues ausreichende Kellerkapazitäten, die hier geschaffen wurden. Am 3. November 1737 starb der Bauherr Adolf von Dalberg in seinem neuen Schloss.